# Hărțău
Hărțău (węg. Harcó) – wieś w Rumunii, w okręgu Marusza, w gminie Pănet. W 2011 roku liczyła 340 mieszkańców.